# جوزيه إيفون
جوزيه إيفون (بالإنجليزية: Josée Yvon)‏ (31 مارس 1950، مونتريال في كندا - 12 يونيو 1994)؛ كاتِبة وشاعرة كندية.